# 3250 Martebo
A 3250 Martebo (ideiglenes jelöléssel 1979 EB) a Naprendszer kisbolygóövében található aszteroida. Claes-Ingvar Lagerkvist fedezte fel 1979. március 6-án.